# Championnat d'Espagne de football 1970-1971
Navigation
Championnat d'Espagne 1969-70 Championnat d'Espagne 1971-72
Le championnat d'Espagne de football 1970-1971 est la 40e édition du championnat. Elle est remportée par le Valence CF. Organisée par la Fédération espagnole de football, elle se dispute du 12 septembre 1970 au 18 avril 1971.
Le club valencien l'emporte à la différence de but particulière sur le deuxième, le CF Barcelone et d'un point sur le troisième et tenant du titre, l'Atlético Madrid. C'est le quatrième titre des « Los Murcièlagos » en championnat.
Le système de promotion/relégation est modifié en raison du passage du nombre de clubs de 16 à 18. En fin de saison, l'Elche CF et le Real Saragosse sont relégués en deuxième division, ils sont remplacés la saison suivante par le Real Betis Balompié, le Burgos CF, le Deportivo La Corogne et le Córdoba CF.
L'attaquant espagnol d'origine argentine José Eulogio Gárate de l'Atlético Madrid, et l'espagnol Carles Rexach du CF Barcelone terminent meilleurs buteurs du championnat avec 17 réalisations.

## Règlement de la compétition
Le championnat de Primera División est organisé par la Fédération espagnole de football, il se déroule du 13 septembre 1969 au 19 avril 1970.
Il se dispute en une poule unique de 16 équipes qui s'affrontent à deux reprises, une fois à domicile et une fois à l'extérieur. L'ordre des matchs est déterminé par un tirage au sort avant le début de la compétition.
Le classement final est établi en fonction des points gagnés par chaque équipe lors de chaque rencontre : deux points pour une victoire, un pour un match nul et aucun en cas de défaite. En cas d'égalité de points entre deux ou plusieurs de clubs en fin de championnat, le classement se fait à la différence de buts particulière puis générale si nécessaire. L'équipe possédant le plus de points à la fin de la compétition est proclamée championne. En fin de saison, la Primera División passant à 18 clubs, seuls les deux derniers du championnat sont relégués en Segunda División et remplacés par les quatre premiers de ce championnat.

## Équipes participantes
Cette saison de championnat est la dernière à se disputer à seize équipes.
| \| A. Bilbao Atlético Madrid CF Barcelone Real Madrid Valence CF Real Saragosse Elche CF UD Las Palmas CE Sabadell Real Sociedad Grenade CF Séville CF Celta Vigo Espanyol CD Málaga Real Gijón \| Localisation des clubs engagés dans le championnat. |
| A. Bilbao Atlético Madrid CF Barcelone Real Madrid Valence CF Real Saragosse Elche CF UD Las Palmas CE Sabadell Real Sociedad Grenade CF Séville CF Celta Vigo Espanyol CD Málaga Real Gijón                                                           |

| Clubs                  | Ville                      | Stade                 |
| ---------------------- | -------------------------- | --------------------- |
| Atlético Bilbao        | Bilbao                     | San Mamés             |
| Atlético Madrid        | Madrid                     | Manzanares            |
| CF Barcelone           | Barcelone                  | Camp Nou              |
| Celta Vigo             | Vigo                       | Balaidos              |
| Elche CF               | Elche                      | Altabix (es)          |
| Espanyol Barcelone     | Barcelone                  | Sarriá                |
| Real Sporting de Gijón | Gijón                      | El Molinón            |
| Grenade CF             | Grenade                    | Los Cármenes          |
| UD Las Palmas          | Las Palmas de Gran Canaria | Insular               |
| Real Madrid            | Madrid                     | Santiago-Bernabéu     |
| CD Málaga              | Malaga                     | La Rosaleda           |
| CE Sabadell            | Sabadell                   | Nova Creu Alta        |
| Real Saragosse         | Saragosse                  | La Romareda           |
| Séville CF             | Séville                    | Ramón Sánchez-Pizjuán |
| Real Sociedad          | Saint-Sébastien            | Atocha                |
| Valence CF             | Valence                    | Mestalla              |

## Classement
| Rang | Équipe               | Pts | J  | G  | N  | P  | Bp | Bc | Diff |
| ---- | -------------------- | --- | -- | -- | -- | -- | -- | -- | ---- |
| 1    | Valence CF           | 43  | 30 | 18 | 7  | 5  | 41 | 19 | +22  |
| 2    | CF Barcelone C       | 43  | 30 | 19 | 5  | 6  | 50 | 22 | +28  |
| 3    | Atlético Madrid T    | 42  | 30 | 17 | 8  | 5  | 51 | 20 | +31  |
| 4    | Real Madrid          | 41  | 30 | 17 | 7  | 6  | 46 | 24 | +22  |
| 5    | Atlético Bilbao      | 35  | 30 | 14 | 7  | 9  | 40 | 31 | +9   |
| 6    | Celta Vigo           | 35  | 30 | 15 | 5  | 10 | 37 | 32 | +5   |
| 7    | Séville CF           | 32  | 30 | 13 | 6  | 11 | 34 | 42 | -8   |
| 8    | Real Sociedad        | 29  | 30 | 10 | 9  | 11 | 23 | 27 | -4   |
| 9    | CD Málaga P          | 28  | 30 | 8  | 12 | 10 | 27 | 32 | -5   |
| 10   | Grenade CF           | 28  | 30 | 10 | 8  | 12 | 33 | 34 | -1   |
| 11   | Espanyol Barcelone P | 25  | 30 | 8  | 9  | 13 | 18 | 25 | -7   |
| 12   | Real Gijón P         | 25  | 30 | 10 | 5  | 15 | 35 | 44 | -9   |
| 13   | CE Sabadell          | 21  | 30 | 8  | 5  | 17 | 28 | 49 | -21  |
| 14   | UD Las Palmas        | 20  | 30 | 5  | 10 | 15 | 33 | 42 | -9   |
| 15   | Elche CF             | 18  | 30 | 4  | 10 | 16 | 25 | 46 | -21  |
| 16   | Real Saragosse       | 15  | 30 | 3  | 9  | 18 | 22 | 54 | -32  |

- Champion, qualification pour la Coupe des clubs champions 1971-1972 en tant que champion
- Qualification pour la Coupe des vainqueurs de coupe de football 1971-1972 en tant que vainqueur de la Coupe d'Espagne
- Qualification pour la Coupe UEFA 1971-1972
- Relégation en Segunda División

## Bilan de la saison
| Championnat d'Espagne de football 1970-1971 |                       |
| Champion                                    | Valence CF (4e titre) |
| Dauphin                                     | CF Barcelone          |
| Coupes et trophées                          |                       |
| Vainqueur de la Coupe d'Espagne 1970-1971   | CF Barcelone          |
| Promotions et relégations                   |                       |
| Promus en Primera División                  | Real Betis Balompié   |
| Promus en Primera División                  | Burgos CF             |
| Promus en Primera División                  | Deportivo La Corogne  |
| Promus en Primera División                  | Córdoba CF            |
| Relégués en Segunda División                | Elche CF              |
| Relégués en Segunda División                | Real Saragosse        |